# Emilio Ghisoni
Emilio Ghisoni (1937 – 24 aprile 2008) è stato un inventore e progettista italiano di armi.

## Biografia
Nato nel 1937, seguì un corso di studi classici. Negli anni settanta progettò i suoi primi prototipi: una rivoltella con canna e tamburo basculanti e la Mateba MT1, una pistola semiautomatica calibro .22 lr, prodotta in unico lotto nel 1980 ma ne fu tentata la commercializzazione solo alla fine degli anni 90 quando era divenuta obsoleta per uso agonistico nel tiro accademico UIT.
È con le rivoltelle prodotte dalla Mateba che Ghisoni si fa conoscere, sperimentando soluzioni ardite e inedite in tre diversi modelli: la prima Mateba MTR-8 del 1983, la Mateba 2006 (modello 2007 cal. .38 Spl. in soli 3 prototipi) e la Mateba Autorevolver.
Ghisoni ha saputo reinventare il concetto di revolver, partendo dall'idea di allineare la canna con la camera inferiore del tamburo anziché con la superiore minimizzando così gli effetti del rinculo.
Il suo interesse si è rivolto allo stesso modo alle semiautomatiche di grosso calibro, come il prototipo presentato nel 1995 con alimentazione coassiale, senza cioè dislivello tra il piano della cartuccia e l'asse della canna.
Il suo ultimo progetto fu il revolver compatto Chiappa Rhino nato dall'idea dell'arch. Antonio Cudazzo che poi ne terminerà lo sviluppo, produzione e commercializzazione tramite la Chiappa Firearms.

### Morte
È morto nel 2008 all'età di 71 anni a seguito di un tumore osseo.